# Herdenkingsmunt voor de Zeereis 1892/93
De Herdenkingsmunt voor de Zeereis 1892/93 (Duits:"Seereise-Denkmünze 1892/93") was een onderscheiding van de dubbelmonarchie Oostenrijk-Hongarije.
De onderscheiding werd op 11 november 1893 door keizer Frans Jozef I van Oostenrijk ingesteld en werd aan alle opvarenden van de licht gepantserde Oostenrijkse torpedoramkruiser SMS Kaiserin Elisabeth, waaronder de troonopvolger aartshertog Franz Ferdinand van Oostenrijk toegekend. De SMS Kaiserin Elisabeth had een tocht naar het Verre Oosten gemaakt. Afgezien van het gevolg van de aartshertog die op dat moment tweede in de lijn van troonopvolging stond en de meereizende wetenschappers had de kruiser een bemanning van 450 man.

## De reis om de wereld van de Kaiserin Elisabeth

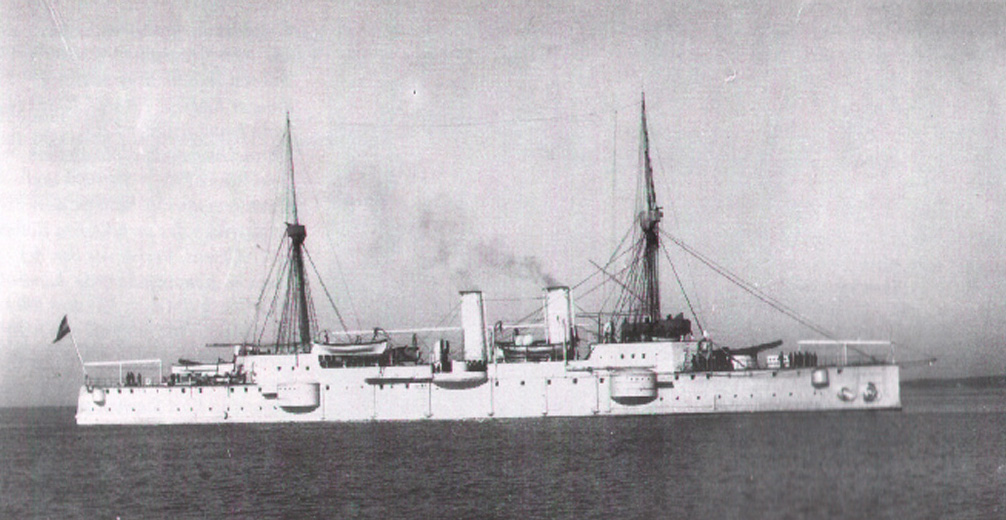
De SMS Kaiserin Elisabeth

Tijdens zijn militaire loopbaan werd aartshertog Frans Ferdinand ernstig ziek. De artsen stelden bij de dertigjarige tuberculose, de ziekte waaraan zijn moeder in 1871 al was overleden, vast.
Van 1892 tot 1893 ondernam de zieke aartshertog op medisch advies een tocht naar de tropen. Hij ging met een grote entourage te scheep op de Torpedoramkruiser SMS Kaiserin Elisabeth. Officieel ging het om een wetenschappelijke expeditie. Om politieke redenen wenste het Weense hof niet dat er geruchten over de fragiele gezondheid van de aartshertog de ronde gingen doen
De reis bracht hem van de Oostenrijkse marinehaven Triëst naar India, Indonesië, Australië, Japan, Canada en Noord-Amerika. Zijn vele indrukken en ervaringen beschreef de aartshertog in het dagboek dat onder de titel "Tagebuch meiner Reise um die Erde " verscheen. Uiteraard schoot de hartstochtelijke jager onderweg een olifant en een tijger.
In Japan werd de aartshertog met veel pracht en praal verwelkomd.
De 14 000 antropologische objecten die op deze reis werden verzameld worden nu in de Museum voor Volkenkunde in Wenen bewaard. Medisch was de reis om de wereld geen groot succes, de longziekte werd niet genezen. In de winters van 1895 en 1896 onderging Frans Ferdinand nog uitgebreide kuren in onder andere, Egypte, in tegenstelling tot de verwachtingen herstelde de Aartshertog daar van zijn ziekte.
De Aartshertog is op meerdere foto's te zien met de Herdenkingsmunt voor de Zeereis 1992/93.

## De medaille

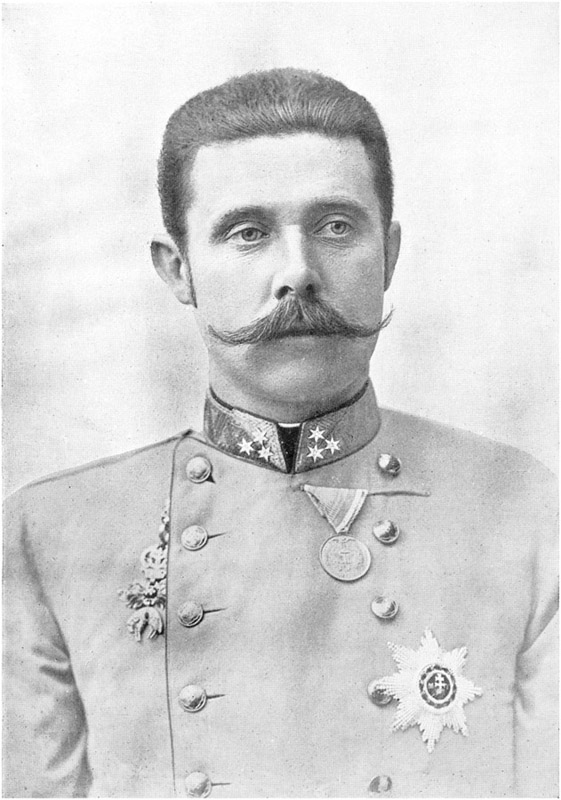
Franz Ferdinand met de Herdenkingsmunt voor de Zeereis 1992/93

De ronde medaille werd van brons uit oude kanonnen gegoten en was daarna verguld. Op de voorzijde is een tweekoppige adelaar zwevend boven een klaar anker in een krans van tropische bloemen en bladeren afgebeeld.
Het rondschrift luidt REISE S. M. SCHIFF KAISERIN ELISABETH. Op de keerzijds staan de verstrengelde aartshertogelijke initialen F F (Franz Ferdinand) en de opdracht OST INDIEN AUSTRALIEN SÜDSEE-INSEL CHINA JAPAN 1892-1893. Onder deze woorden zijn nog meer bloemen afgebeeld.
Men droeg de medaille aan een blauw met wit driehoekig lint met smalle horizontale blauwe en witte strepen en brede blauw met witte biesen op de linkerborst.